# Jardín botánico de Idaho
El Jardín botánico de Idaho ( en inglés : Idaho Botanical Garden) es un jardín botánico de 50 acres (200,000 m²), que está ubicado en Boise, Idaho.
Su código de reconocimiento internacional como institución botánica, así como las siglas de su herbario es IDABO. 

## Localización
Idaho Botanical Garden 2355 North Old Penitentiary Road, Boise, Ada county, Idaho ID 83712 United States of America-Estados Unidos de América. 
Planos y vistas satelitales.43°36′4.32″N 116°9′40.32″O / 43.6012000, -116.1612000
- Promedio anual de lluvias : 310 mm
- Altitud: 824.00 m s. n. m.

Está abierto al público todos los días. Para ayudar al mantenimiento del jardín, se cobra una tarifa de entrada. 

## Historia
Hasta el año 1973 estos terrenos servían como vivero y granja de la penitenciaría del estado "Old Idaho State Penitentiary". Después de que la penitenciaría fuera cerrada, la tierra permanece inactiva durante más de una década, y en 1984 fueron creados los jardines. La jardín está administrad por una organización privada, sin fines de lucro.
El jardín es un museo viviente, dedicado a la promoción y el reconocimiento de la jardinería, la horticultura y la conservación, a través de colecciones de plantas y programas de educación dentro de un paisaje estético.

## Colecciones
Entre los jardines temáticos del jardín botánico se incluye:
- Alpine Garden - Rocalla con una colección diversa de plantas alpinas.
- Cactus Garden - cactus y suculentas procedentes del suroeste de Idaho.
- English Garden - plantas típicas de jardín inglés, seleccionadas para ser cultivadas en el clima local. Diseñado por el arquitecto paisajista John Brookes.
- Herb Garden - hierbas utilizados para medicamentos, cosméticos, ornamentales y en la cocina.
- Idaho Native Plant Garden (completado en 1994) - plantas representativas de los desiertos y bosques de Idaho, incluyendo artemisia, syringa, cornos nativos, y Festucas de Idaho.
- Iris Garden - variedades de iris ganadoras de la Dykes Medal.
- Meditation Garden - árboles plantados en los años 1930 y 1940 para un mínimo de seguridad en la prisión de la Penitenciaría.
- Peony Garden (plantadas en 1992) - 21 variedades de peonias híbridas.
- Rose Garden - Heirloom y otras rosas antiguas.
- Water Garden - lirios de agua, iris, koi, ranas, insectos acuáticos, y anatidas ocasionales.